# Зейтц, Джон Фрэнсис
Джон Фрэнсис Зейтц (англ. John Francis Seitz; 23 июня 1892 — 27 февраля 1979) — американский кинематографист и изобретатель. Был номинирован на семь наград Американской академии киноискусств.
Его голливудская карьера началась в 1909 году лаборантом на киностудии Essanay Film Manufacturing Company в Чикаго.
В 1916 году во время эпохи немого кино, он зарекомендовал себя и достиг больших успехов в сотрудничестве с Рудольфом Валентино, при создании фильма «Четыре всадника Апокалипсиса» (1921).
Высоко ценится его работа с режиссёром Билли Уайлдером, («Двойная страховка», «Потерянный уикенд» и «Бульвар Сансет»), за которую он был трижды номинирован на премию «Оскар». Всего за свою карьеру он получил семь номинаций на «Оскар» за лучшую операторскую работу.
В 1929 году он занимал должность президента Американского общества кинематографистов в течение года, и был его членом с 1923. Зейц вышел в отставку в 1960 году и посвятил себя фотографическим изобретениям, за которые он получил 18 патентов.

## Избранная фильмография
- 1921 — Неоткрытые моря / Uncharted Seas
- 1921 — Волшебная сила / The Conquering Power
- 1921 — Четыре всадника Апокалипсиса / The Four Horsemen of the Apocalypse
- 1922 — Пленник Зенды / The Prisoner of Zenda
- 1923 — Скарамуш / Scaramouche
- 1928 — Через Сингапур / Across to Singapore
- 1928 — Патси / The Patsy
- 1929 — Божественная леди / The Divine Lady
- 1929 — Шквал / The Squall
- 1931 — Ист Линн / East Lynne
- 1931 — Леди, о которых говорят / Ladies They Talk About
- 1935 — Кудрявая / Curly Top
- 1936 — Бедная, маленькая богатая девочка / Poor Little Rich Girl
- 1938 — С одной конюшни / Stablemates
- 1939 — Сержант Мадден[англ.] / Sergeant Madden
- 1939 — Приключения Гекльберри Финна / The Adventures of Huckleberry Finn
- 1941 — Странствия Салливана / Sullivan’s Travels
- 1942 — Оружие для найма / This Gun for Hire
- 1943 — Пять гробниц по пути в Каир / Five Graves to Cairo
- 1944 — Двойная страховка / Double Indemnity
- 1944 — Чудо в Морганс-Крик / The Miracle of Morgan's Creek
- 1944 — Слава герою-победителю / Hail the Conquering Hero
- 1945 — Потерянный уикэнд / The Lost Weekend
- 1945 — Невидимое / The Unssen
- 1947 — Калькутта / Calcutta
- 1948 — У ночи тысяча глаз / Night Has a Thousand Eyes
- 1948 — Большие часы / The Big Clock
- 1948 — Сайгон / Saigon
- 1949 — Чикагский предел / Chicago Deadline
- 1950 — Бульвар Сансет / Sunset Boulevard
- 1951 — Свидание с опасностью / Appointment with Danger
- 1951 — Когда миры столкнутся / When Worlds Collide
- 1954 — Полицейский-мошенник / Rogue Cop
- 1956 — Крик в ночи / A Cry in the Night
- 1959 — Человек в сети / The Man in the Net